# Otto Silber
Pour les articles homonymes, voir Silber.
Otto Silber ou Otto Sillapere (né le 17 mars 1893 à Kehtna à l'époque dans l'Empire russe et aujourd'hui en Estonie, et mort le 23 décembre 1940 à Saue à l'époque en URSS et aujourd'hui en Estonie) est un joueur de football international estonien, qui évoluait au poste de défenseur.
Il meurt exécuté après avoir été déporté dans un goulag stalinien, tout comme son frère cadet, August, également footballeur.

## Biographie

### Carrière en sélection
Otto Silber reçoit 20 sélections en équipe d'Estonie, sans inscrire de but, entre 1920 et 1926.
Il joue son premier match en équipe nationale le 17 octobre 1920, en amical contre la Finlande (défaite 6-0 à Helsinki). Il reçoit sa dernière sélection le 4 juillet 1926, en amical contre la Pologne (défaite 2-0 à Varsovie).
Il participe avec l'équipe d'Estonie aux Jeux olympiques de 1924. Lors du tournoi olympique organisé à Paris, il joue un match contre les États-Unis (défaite 1-0 au Stade Pershing).
À neuf reprises, il est capitaine de la sélection estonienne.

## Palmarès
TJK
- Championnat d'Estonie :
  - Vice-champion : 1921.